# برايان ويلان
برايان ويلان (بالإنجليزية: Brian Whelan)‏ هو رسام أيرلندي، ولد في 3 مايو 1957 في إيلنغ في المملكة المتحدة.

## وصلات خارجية
- الموقع الرسمي